# 우기종
우기종(禹基鍾, 1956년 ~ , 전남 신안)은 대한민국의 공무원이다. 

## 학력
- 경기고등학교 졸업
- 1979년 : 서울대학교 경영학 학사
- 1981년 : 서울대학교 행정대학원
- 1999년 : 보스턴대학교 대학원 경영학 석사

## 경력
- 제24회 행정고시 합격
- 재무부 세제국 국제조세관
- 재무부 증권국 자금시장과 근무
- 재무부 증권국 증권정책과 근무
- 공적자금관리위원회 의사총괄과장
- 2002.07 : 재정경제부 총무과장
- 재정경제부 의사총괄과장
- 대통령비서실 공직기강비서실 국장
- 2005.05 : 재정경제부 경제자유구역기획단 기획국장
- 2007.01 : 한미FTA체결지원단 기획국장
- 2007.06 : 자유무역협정 국내대책본부 전략기획단장
- 2008.04 : 건국60주년 기념사업추진기획단장
- 2009.01 ~ 2011.07 : 녹색성장위원회 녹색성장기획단장
- 2011.07 ~ 2013.03 : 통계청장
- 2012.02 : 경제협력개발기구 통계위원회 부의장
- 2014.08 ~ 2018.04 : 제11대 전라남도 정무부지사
- 2018.04 ~ : 더불어민주당 전라남도당 목포지역위원장
- 2019.01 ~ : 재목신안군향우회 회장

| 전임 이인실 | 제13대 통계청장 2011년 7월 22일 ~ 2013년 3월 17일 | 후임 박형수 |

| 전임 권오봉 | 제11대 전라남도 정무부지사 2014년 8월 1일~2018년 4월 4일 | 후임 윤병태 |